# Parasabatinca aftimacrai
Parasabatinca aftimacrai är en fjärilsart som beskrevs av Paul E. Whalley 1978. Parasabatinca aftimacrai ingår i släktet Parasabatinca och familjen käkmalar. Inga underarter finns listade i Catalogue of Life.